# Нурматов, Шахзодбек Садыкович
Шахзодбек Садыкович Нурматов (узб. Shahzodbek Sodiqovich Nurmatov, Shahzodbek Sodiq oʻgʻli Nurmatov; род. 18 сентября 1991 года, Самарканд) — узбекистанский футболист, нападающий клуба «Бунёдкор». Выступал за национальную сборную Узбекистана.

## Карьера
Шахзодбек Нурматов начал свою профессиональную карьеру в 2011 году в составе самаркандского «Динамо», в котором выступал один сезон и за это время сыграл в 9 матчах. В начале 2012 года он перешёл в бекабадский «Металлург» и сразу стал одним из лидеров команды. В сезоне 2013 и 2014 он стал лучшим бомбардиром клуба, забив 8 и 9 голов соответственно. До сегодняшнего времени он сыграл в составе «Металлурга» в 75 матчах и забил 25 голов.
В 2014 году Нурматов был вызван в национальную сборную Узбекистана и 20 августа сыграл свой дебютный матч в товарищеской игре против сборной Азербайджана в Баку, который завершился вничью со счетом 0:0.